# Those Who Are About to Die Salute You
Those Who Are About to Die Salute You lub Morituri Te Salutant – pierwszy, nowatorski album grupy Colosseum nagrany zimą 1968/1969 r. i wydany w marcu 1969 roku.

## Historia i charakter albumu
Zimą 1968 r. grupa Colosseum przystąpiła do prób materiału przeznaczonego do projektowanego albumu. Próby te trwały prawdopodobnie około trzech miesięcy.
Grupa była tak znakomicie przygotowana do ostatecznych sesji nagraniowych, że nagrała wszystkie utwory w trzy dni.
Album prezentował bardzo spójną mieszankę bluesa, rhythm and bluesa, rocka i utworów pod wpływem muzyki baroku. Wszystkie utwory przedstawione były w mocno jazzującym brzmieniu. Zarówno Jon Hiseman jak i Dick Heckstall-Smith byli w przeszłości muzykami stricte jazzowymi.
Mimo nowatorskiej formy, nietypowych i zmiennych rytmów, oraz głównie instrumentalnych formach kompozycji – album cieszył się wielkim powodzeniem i został świetnie przyjęty przez krytykę.
Sukces nowej formuły muzycznej zaproponowanej przez Colosseum, wiele zawdzięcza wirtuozerii wszystkich muzyków, którzy stanowili czołówkę muzyczną Wielkiej Brytanii obok grupy King Crimson i sceny Canterbury (Soft Machine i Henry Cow).

## Muzycy
- James Litherland – gitara, wokal
- Jim Roche – gitara
- Dave Greenslade – organy, pianino, wibrafon
- Dick Heckstall-Smith – saksofony
- Tony Reeves – gitara basowa
- Jon Hiseman – perkusja

## Spis utworów
Wersja brytyjska (UK)
| 1. | Walking in the Park        | 3:57  |
|    |                            |       |
| 2. | Plenty Hard Luck           | 4:29  |
|    |                            |       |
| 3. | Mandarin                   | 4:26  |
|    |                            |       |
| 4. | Debut                      | 6:22  |
|    |                            |       |
| 5. | Beware of Ides of March    | 5:39  |
|    |                            |       |
| 6. | The Road She Walked Before | 2:45  |
|    |                            |       |
| 7. | Backwater Blues            | 7:40  |
|    |                            |       |
| 8. | Those About to Die         | 4:52  |
|    |                            |       |
|    |                            | 40:10 |
|    |                            |       |
Wersja amerykańska (USA)
| 1. | The Kettle                             | 4:15  |
|    |                                        |       |
| 2. | Plenty Hard Luck                       | 4:20  |
|    |                                        |       |
| 3. | Debut                                  | 6:13  |
|    |                                        |       |
| 4. | Those Who Are About to Die, Salute You | 4:47  |
|    |                                        |       |
| 5. | Valentyne Suite                        | 15:18 |
|    |                                        |       |
| 6. | Walking in the Park                    | 3:49  |
|    |                                        |       |
|    |                                        | 38:42 |
|    |                                        |       |
- Uwaga: wersja "Valentyne Suite" z wydania amerykańskiego jest odmienna od oryginalnej; część suity zatytułowana "Grass Is Greener" została zastąpiona przez nową wersję "Beware the Ides of March".

## Opis płyty
- Producent – Tone Reeves i Gerry Bron dla Hit Record Productions
- Nagrania – zima 1968/1969
- Wydanie – marzec 1969
- Czas – 38 min. 10 sek.
- Projekt okładki – Linda Glover
- Zdjęcie na okładce – Richard Sterling
- Firma nagraniowa – Fontana (WB), Dunhill (USA)
- Numer katalogowy –

Wznowienie na cd
- Remastering – Simon Heyworth
- Studio – Chop 'em Out
- Projekt wznowienia – Albert de Gouveia
- Firma – Bronze
- Numer katalogowy – TECP-25458

## Listy przebojów

### Album
| Rok  | Lista                       | Pozycja |
| ---- | --------------------------- | ------- |
| 1969 | Melody Maker. Albumy popowe | 15      |